# دی‌تیونوس اسید
دی‌تیونوس اسید (به انگلیسی: Dithionous acid) با فرمول شیمیایی H۲S۲O۴ یک ترکیب شیمیایی با شناسه پاب‌کم ۲۴۴۹۰ است. که جرم مولی آن ۱۳۰٫۱۴۴ g/mol می‌باشد. 